# Aleksandra Babincewa
Aleksandra Iwanowna Babincewa (ros. Александра Ивановна Бабинцева, ur. 4 lutego 1993) – rosyjska judoczka. Olimpijka z Tokio 2020, gdzie zajęła siódme miejsce w wadze półciężkiej i piąta w drużynie.
Brązowa medalistka mistrzostw świata w 2018; uczestniczka turnieju w 2019 i 2023. Startowała w Pucharze Świata w 2015, 2016 i 2019. Zdobyła złoty medal na igrzyskach europejskich w 2019 w drużynie. Piąta na igrzyskach wojskowych w 2019. Trzy medale na MŚ wojskowych. Trzecia na uniwersjadzie w 2013, 2015 i 2017. Druga na mistrzostwach Rosji w 2015 i trzecia w 2016 roku.

## Letnie Igrzyska Olimpijskie 2020
| Konkurencja | Eliminacje            | Eliminacje           | Eliminacje           | Repasaże             | Klas. końcowa |
| Konkurencja | Przeciwnik I          | Przeciwnik II        | 1/4                  | Przeciwnik I         | Miejsce       |
| ----------- | --------------------- | -------------------- | -------------------- | -------------------- | ------------- |
| 78 kg       | Marie Branser (COD) Z | Loriana Kuka (KOS) Z | Shori Hamada (JPN) P | Mayra Aguiar (BRA) P | 7.            |